# Escudo de Barranquilla
El escudo de armas de Barranquilla es el emblema heráldico que identifica a Barranquilla, Colombia. Fue señalado en el Título de Villa de Barranquilla concedido por Manuel Rodríguez Torices el 7 de abril de 1813, entonces Presidente Gobernador del Estado Libre de Cartagena, en premio a Barranquilla por la participación de los patriotas barranquilleros en la defensa de la independentista Cartagena contra la realista Santa Marta.
Apenas en 1913, con ocasión de los cien años de la erección en villa de la ciudad, Pedro Malabet, un dibujante barranquillero radicado en Cartagena, dio la primera interpretación gráfica del escudo esbozado en el decreto de Torices con un óleo presentado en el Club Barranquilla. A partir de entonces, ha sido el escudo que ha figurado en todas las entidades oficiales y cívicas de la ciudad a partir de 1913.
El escudo y la bandera son los principales símbolos del distrito, forman parte de la imagen institucional de la administración distrital, por lo que son usadas en los actos oficiales, en la papelería oficial y en obras públicas.

## Blasonado
Decreto de título de Villa de Barranquilla, 7 de abril de 1813

Señalándose por armas y emblema de su nueva dignidad, un escudo en que se vea un río corriente donde naveguen buques de tráfico interior bajo la protección de una batería con su asta bandera en la que estará enarbolado el Pabellón Nacional, establecida a sus márgenes y orlada con el mote “Premio del Patriotismo”; el cual pueden poner en sus pendones, estandartes, banderas, escudos, sellos y en las demás partes y lugares que quisieren y a bien tuvieren en la forma y disposición que lo usan y practican las ciudades y Villas del Estado.

## Galería

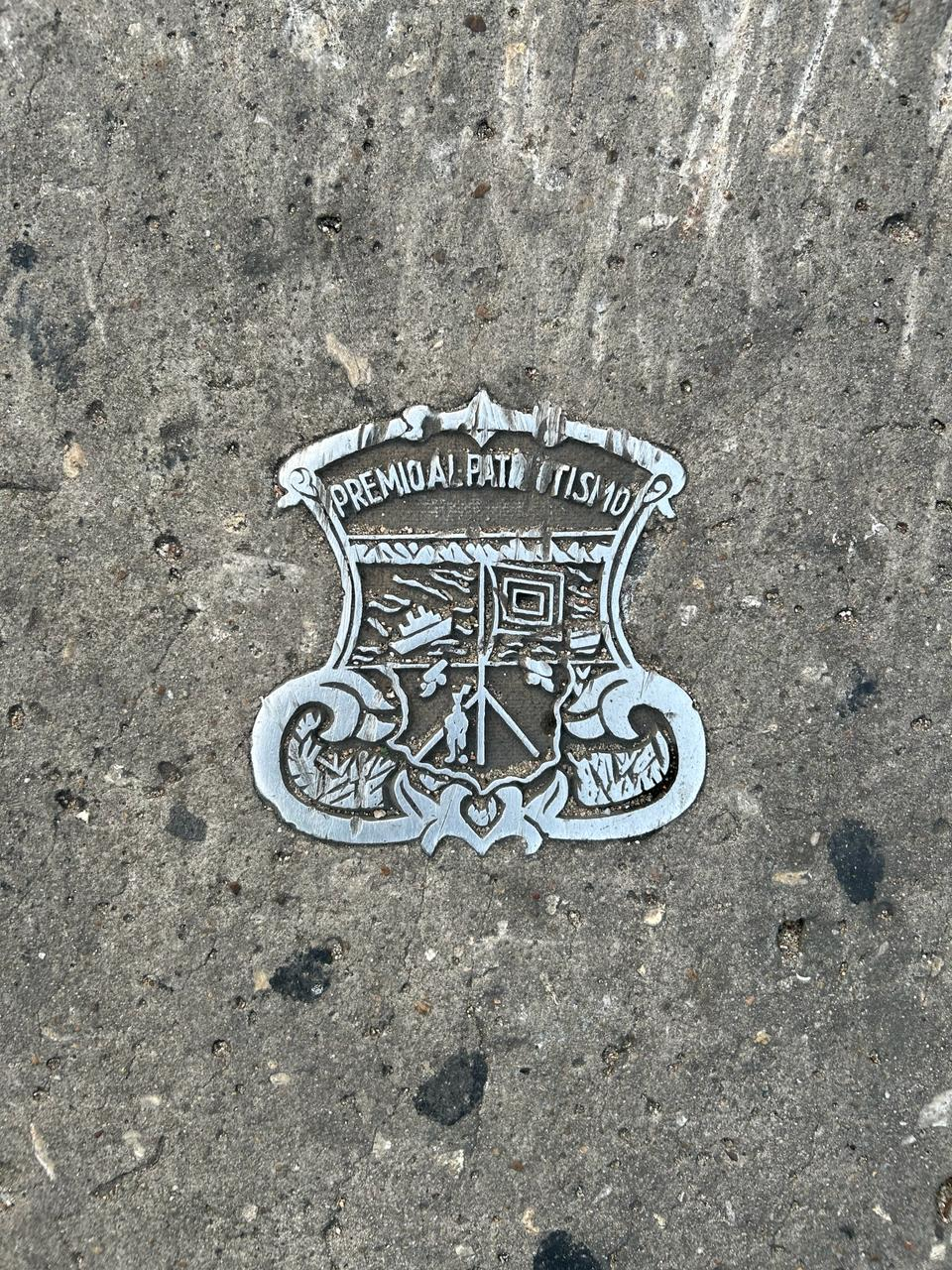
Escudo de Barranquilla engastado en una acera
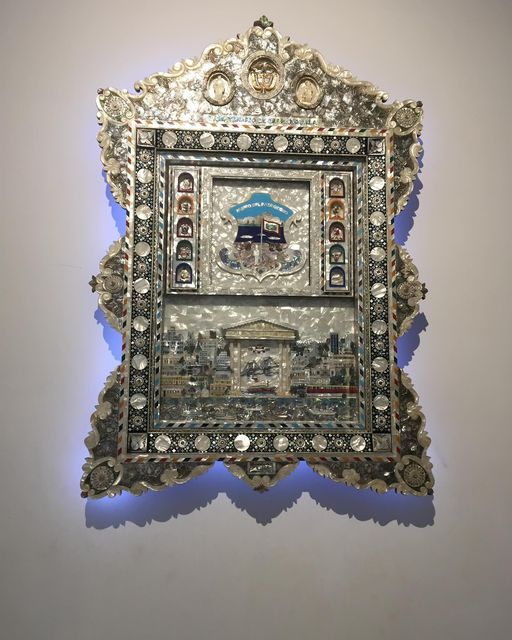
Escudo de Barranquilla hecho en madreperla.
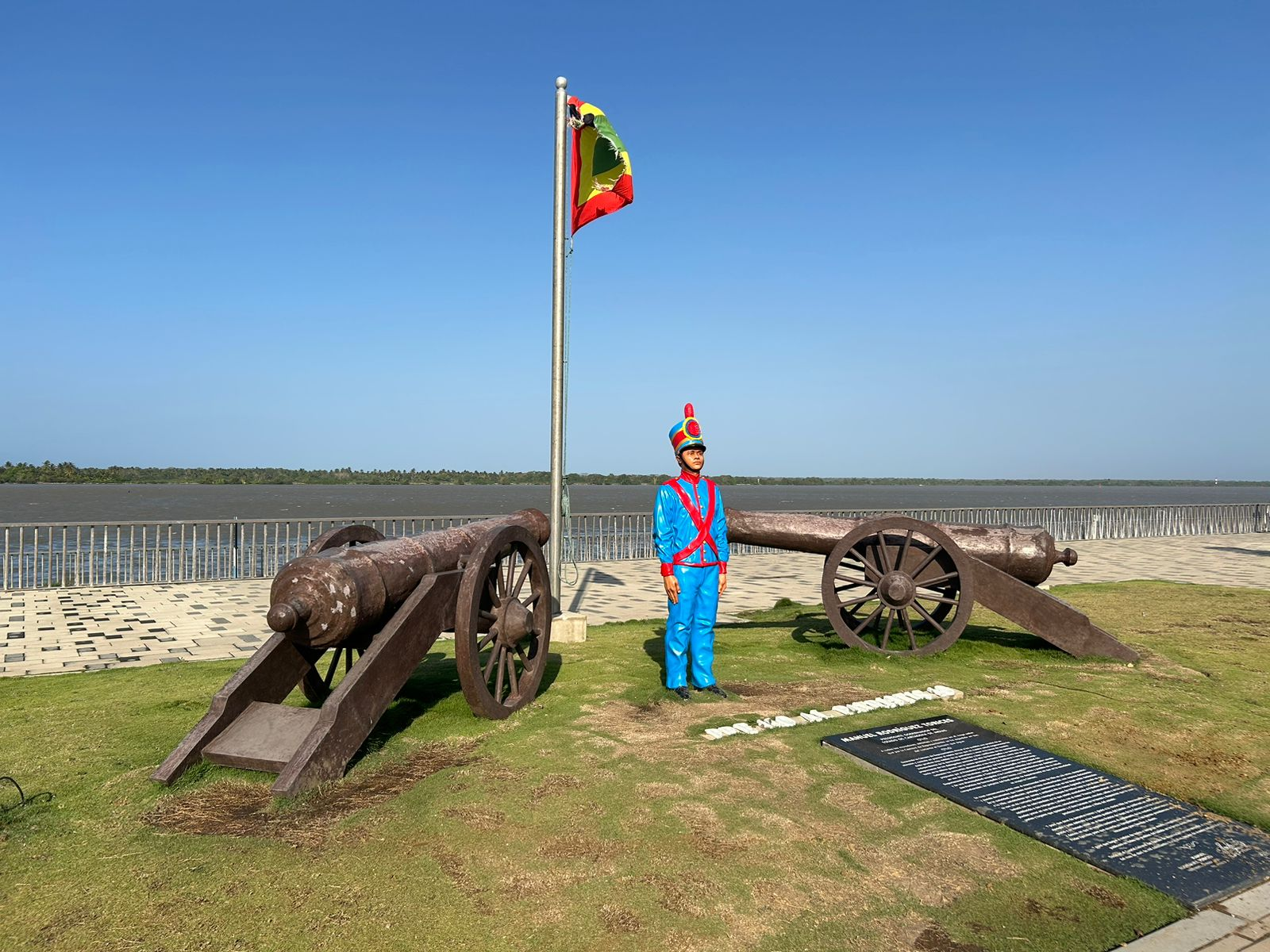
Representación del escudo de Barranquilla en el Gran Malecón